# Parco del Pianalto di Romanengo e dei Navigli cremonesi
Il parco del Pianalto di Romanengo e dei Navigli cremonesi è un parco locale di interesse sovracomunale (PLIS) istituito dalla Provincia di Cremona con deliberazioni di Giunta provinciale n° 116 del 4 marzo 2003, n° 277 del 25 maggio 2003 e n° 332 del 17 giugno 2005.

## Caratteristiche
Il parco estende l'area protetta dalla riserva naturale Naviglio di Melotta (istituita dalla Regione Lombardia nel 1983) all'intero Pianalto di Romanengo, un lembo di origine pleistocenica che si eleva di 10-15 metri dalla pianura alluvionale.
Notevole, nell'area, è la rete idrica composta dai Navigli, corsi d'acqua derivati dall'Oglio, Adda o di origine resorgiva. Lo scopo del parco è quello della conservazione dell'idrografia, delle zone boscose, delle fasce alberate, delle siepi e dei filari interpoderali, nonché la rinaturalizzazione di bacini idrici un tempo adibiti a cava ed ora occupati da vegetazione acquatica e ripariale.
L'area del Pianalto è diventata uno dei nuclei del progetto di educazione ambientale della Provincia di Cremona denominato "Il territorio come ecomuseo".